# Споменик ослободиоцима Ниша
Споменик ослободиоцима Ниша налази се у самом центру града, на Тргу краља Милана и обележава период ослободилачких ратова против Турака, Бугара и Немаца.
Споменик представља војника Моравца на коњу, у природној величини, који држи високо подигнуту леву руку, са заставом слободе у десној руци.
Као најистакнутије године овог раздобља, издвајају се: 1874. и 1877. година, период борби за ослобођење Ниша од Османског царства и године 1915. и 1918. као почетак окупације и ослобођење града у Првом светском рату.
Аутор ове монументалне скулптуре је Антун Аугустинчић, загребачки вајар, а сам споменик је једно од најзначајнијих остварења новије југословенске скулптуре, стављена је под заштиту закона 1983. године.

## Историјат[4]
Споменик ослободиоцима Ниша, као најзначајнија монументална скулптура у Нишу, има своју дугу предисторију, која је започела са идејом у Одбору за подизање споменика 1897. и нереализованим првонаграђеним радом вајара Симеона Роксандића на конкурсу 1900, а завршила свечаним откривањем споменика четрдесет година касније (1937).
На конференцији 24. фебруара 1902. грађани Ниша, представници свих друштвених слојева, донели су одлуку о подизању споменика који ће бити споменик свим ослободиоцима Ниша и споменик краљу Милану. За председника је изабран тадашњи председник нишке општине Тодор Миловановић.
Позив за новчану помоћ Одбора за подизање споменика је наишао на добар одзив код Нишлија. Десет година након почетка пројекта за подизање споменика почели су Балкански ратови, многе знамените Нишлије су узеле учешће у рату 1912-1913, тако да је Ниш је дуговао признање и њима.
После завршених Балканских ратова почео је још страшнији Први светски рат, Ниш је живео три ратне године под бугарском окупацијом. По ослобођењу, поново је заживела идеја о подизању споменика који би био посвећен како  ослободиоцима из 1878, тако и ослободиоцима из 1918. године.
Директор гимназије у Нишу, Милан Банић, образовао је 1919. године одбор који је добио задатак да ради на подизању споменика ”борцима палим за ослобођење и уједињење отаџбине”. Међутим убрзо је дошло до разлаза чланова одбора а Милан Банић се одселио из Ниша.
Приликом прославе педесетогодишњице ослобођења Ниша 1927. године председник општине Ниш Драгиша Цветковић поново је покренуо питање изградње споменика, приликом саме прославе постављен је камен темељац на Тргу краља Милана. Обласни одбор Народне одбране, чији је председник у то време био нишки епископ г. Доситеј, преузео је иницијативу за рад на подизању споменика. Тек након пет година од те иницијативе, почело се са озбиљнијим припремама.
На празник Духови, 20. јуна 1932, одржана је конференција представника друштва и корпорација из Ниша са члановима Удружења Нишлија из Београда и великог броја грађана. Два дана пре тога је био упућен заједнички апел грађанству и на железничкој станици су свечано дочекане Нишлије из Београда. На конференцији су донете одлуке о приступању раду у циљу што скоријег подизања споменика. На челу Одбор нашао се председник општине.
Одбор је на својој првој конференцији изабрао за председника инж. Михајла Чавдаревића, за потпредседника др Јована Х. Богдановића и Андона Андоновића; секретари: професор Александар Донковић, директор Ескортне банке; благајник: трговац Михајло Петровић – Морена; чланови одбора: кројач Михајло Поповић, трговац Вељко Стефановић, грађевинар Милан Стефановић, лекар др Боривоје Бехаја, Милан Костић.
Удружење Нишлија је неколико дана касније упутило списак прикупљених прилога од својих чланова из Београда у износу од 42.000 динара уз писмо следеће садржине: ”У име чланова Удружења Нишлија у Београду, топло благодарим Вама и целокупном нишком грађанству на братском пријему и пажњи, која нам је указана за све време нашег бављења у вашој средини приликом нашег излета, шаљући Вам уједно наше најсрдачније поздраве…  председник д-р Јован Х. Богдановић’
До краја 1932. године Одбор је одржао десет седница и спровео детаљну организацију свог пословања. Сви прилози које је Одбор прикупио сливали су се код Хипотекарне банке. До краја 1932. године прикупљено је 118.000 динара.
Од доласка за председника општине и Одбора Живковића, долази до сукоба и неслагања чланова Одбора за подизање споменика. Тај неспоразум у Одбору је створио негативну реакцију грађана Ниша, који су се све ређе одлучивали да дају допринос за подизање споменика на Тргу краља Милана. Највише је неспоразума било око учешћа секретара Одбора Душана Манојловића.
Седница одржана 13. фебруара 1933. године бавила се питањем: какав споменик треба подићи и на ком месту. Постигнута је сагласност да се подигне споменик у виду статуе у вредности од око 800.000 динара и постави на Тргу краља Милана. Тада је донета одлука о расписивању конкурса за идејну скицу споменика.
Три дана касније, 16. фебруара одржана је седница којој је присуствовао, поред председника Чавдаревића и чланова из Ниша, и први потпредседник др Јован Богдановић, председник Удружења Нишлија из Београда. Секретар Одбора Душан Манојловић је поднео извештај да Одбор располаже сумом од 188.856 динара, не рачунајући прикупљене прилоге Удружења Нишлија из Београда.
На седници је такође одлучено да се још у истој години приступи подизању споменика и да на четири стране споменика у рељефу имају бити истакнута четири значајна догађаја везана за историју Ниша, борба Синђелића и другова на Чегру, устанак Кола Рашића и другова, ослобађање Ниша 1877. године и ослобођење Ниша 1918. године. Донета је одлука о прикупљању историјске грађе за издавање споменице. На једној од наредних седница изабран је жири за избор дела за споменицу. У жири су ушли: Тодор Видојковић, директор Женске гимназије, професор др Душан Милачић, професор Милан Марковић и професор Влада Николић, школски надзорник у пензији. Усвојен  је на истој седници предлог председника Чавдаревића о условима конкурса за идејну скицу споменика и одређене награде: прва награда – 15.000 динара, друга награда – 8.000 динара, трећа награда – 5.000 динара.
Избор модела за споменик извршен је на седници оцењивачког суда, 30. маја 1934. године, у дворани школе «Краљ Александар». Од 23 модела и једне скице предлога за израду споменика, оцењивачки суд је изабрао за награду три предлога, а одбор се сагласио са оценом и поделом награда.
Прва награда додељена је Антуну Августинчићу(под шифром „Весник слободе“), вајару из Загреба, друга Ристи Стијовићу, вајару из Београда и трећа Сретену Стојановићу, вајару из Београда. Оцењивачки суд је дао и свој предлог о месту где ће се споменик поставити, као и услов да буде готов до 1. маја 1935. године.
У току 1935. године дошло је до промене, за председника Одбора изабран је Драгиша Цветковић, председник Нишке општине. Када је Драгиша Цветковић службено долазио у Београд, имао је сусрет са потпредседником одбора Јованом Богдановићем. Тада је постигнут договор да се убрза са припремама за подизање споменика ослободиоцима Ниша. Усвојен је предлог донет од 5. августа 1935. године да се Августинчићу исплати сума од 800.000 динара, са роком испоруке од 15 месеци. Одбор је поставио услов Августинчићу да се постамент споменика изради од јабланичког камена, а не костовачког како је аутор споменика желео. Одлучено је да споменик мора бити израђен према усвојеном и награђеном пројекту, постамент од јабланичког камена, а бронза да буде првокласног квалитета ливнице Уметничке академије из Загреба.
Према одлуци Одбора били су одређени за одлазак у Загреб Милан Стефановић, грађевинар и инжењер Рад. Новаковић ради контролисања рада на  споменику.
Под руководством првог потпредседника Одбора Јована Богдановића одржана је седница 20. августа 1936. године, на којој је одлучено да се степениште на постаменту споменика изради из целих комада и предузимачу призна вишак од 15.000 динара. Шест дана након седнице Поглаварство је дало Одбору за споменик још 100.000 динара. Нови председник Одбора Драги Живковић, био је уједно и председник Градског поглаварства .
Седници од 5. априла 1936. године присуствовао је и први потпредседник Јован Богдановић, лекар и председник Удружења Нишлија у Београду и реферисао о изради споменика. Наредне седнице Извршног одбора биле су посвећене убрзању постављања и монтирања споменика, као и припремама саме свечаности.
Сукоб чланова Одбора наставио се личним сукобом потпредседника Јована Богдановића и Андона Андоновића. Сукоб је кулминирао тако што је Андоновић избацио из Одбора Богдановића због његовог пребивалишта у Београду. Али сукоб је превазиђен и Одбор је наставио са радом, требало је пожурити са припремама за подизање споменика.
Коначно је на седници од 15. маја 1936. године скинуто са дневног реда питање споменика. Тој седници су присуствовали Јован Богдановић, члан жирија, Бранко Поповић, професор Универзитета и вајар Антун Августинчић. Аутору споменика Августинчићу је одато признање што је монументалним делом крунисао подвиге ослободилаца Ниша, а Бранко Поповић је одао признање свим члановима Одбора за подизање споменика. Донета је одлука да се вајару Августинчићу исплате сви новчани вишкови који нису били предвиђени уговором закљученим између њега и Одбора. Донета је и најважнија одлука – споменик ће бити свечано откривен на Видовдан, 28. јуна 1937. године, тачно шездесет година након ослобођења Ниша од Турака.
Скулптуре су изливене у ливници Уметничке академије у Загребу 1937, а постамент су израдили предузимачи Барберио и О. Адам. Споменик је откривен и освештан 28. јуна 1937. уз велику свечаност приређену у Нишу. Споменик је свечано пред 10.000 Нишлија у присуству аутора споменика Антуна Августинчића открио кнез намесник Павле Карађорђевић.

## Карактеристике споменика
Овај споменик је израђен од црног мермера и састоји се од постоља са четири рељефа, на коме се налазе бронзане скулптуре са високим постаментом у чијем је доњем делу постављен сплет фигуралних композиција ратника у борби. На врху споменика је налази коњаник, који симболизује весника слободе (Моравац на коњу, у природној величини), који држи високо подигнуту леву руку, са заставом слободе у десној руци, на којој су утиснути иницијали „СССС“ (који представљају слоган Само слога Србина спасава).
Ниже је фриз који представља борбу Стевана Синђелића на Чегру, а на северној страни Коле Рашић диже Нишлије на устанак. Источна и западна страна симболишу догађаје од 1809. до 1918. године.
Још ниже су четири рељефа: 
- Заклињање устаника Колета Рашића са протом Петром Икономовићем 1874. године,[а]
- Улазак краља Милана и ослободилачке војске у Ниш 1877. године,
- Заклетва Александра Карађорђевића, као регента на одлуку Народне скупштине у Нишу из 1914. године да се рат има водити до ослобођења свих племена и уједињења свих Јужних Словена,
- Улазак Краља Петра и краља Александра са ослободилачком војском у Ниш 29. септембра 1918.